# Анні Белль
Анні Белль (фр. Annie Belle; при народженні Анні Сільві  Бріллан, фр. Annie Sylvie Brilland; 10 грудня 1956, Париж — 27 січня 2024, Ланнемезан, Верхні Піренеї) — французька акторка та соціальна працівниця.

## Життєпис
Народилась 10 грудня 1956 року у Парижі в родині інженерів. Закінчивши школу, вивчала акторську майстерність. 
1974 року зіграла невелику роль у фільмі Жана Роллана «Весь світ тільки для двох», після чого режисер запросив її у свій наступний фільм «Закривавлені губи» (1975). По завершенні зйомок акторка переїхала до Італії, де швидко стала однією з найзатребуваніших актрис у експлуатаційному кіно. Здебільшого це були еротичні стрічки, як, наприклад, «Лаура» (1976) за сценарієм Еммануель Арсан, та «Чорний оксамит» Брунелло Ронді, який вийшов того ж року, або фільми жахів, найвідоміший з яких «Дім на околиці парку» (1980) Руджеро Деодато. Також зіграла у двох фільмах режисера Джо д'Амато — «Антропофагус 2» (1981) та «Хіть» (1985).
1989 року Анні Белль через особисті проблеми змушена була припинити акторську кар'єру, після чого повернулася до Парижа, де отримала ступінь з психології та стала соціальним працівником, спеціалізуючись на допомозі людям з діагностованими психічними розладами.
Анні Белль померла 27 січня 2024 року у місті Ланнемезан, департамент Верхні Піренеї, в 67-річному віці.

## Особисте життя
У 1975—1978 роках Анні Белль перебувала у стосунках з італійським актором Елом Клайвером, з яким познайомилася під час зйомок у фільмі «Лаура». (Разом вони зіграли ще у трьох фільмах, а після того, як розійшлися — ще у двох).

## Фільмографія
| Рік       |    | Українська назва              | Оригінальна назва              | Роль                     |
| --------- | -- | ----------------------------- | ------------------------------ | ------------------------ |
| 1974      | ф  | Весь світ тільки для двох     | Tout le monde il en a deux     | Бріжіт                   |
| 1974      | ф  | Раллі щасливців               | Le rallye des joyeuses         | закохана дівчина         |
| 1975      | ф  | Закривалені губи              | Levres de Sand                 | Дженніфер                |
| 1976      | ф  | Лаура                         | Laure                          | Лаура Олсен              |
| 1976      | ф  | Кінець невинності             | La fine dell’innocenza         | Анні                     |
| 1976      | ф  | Звинувачуваний                | Il colpaccio                   | білявка у готелі         |
| 1976      | ф  | Чорний оксамит                | Velluto Nero                   | Піна                     |
| 1977      | ф  | Ніч припливу                  | La notte dell’alta marea       | Діана                    |
| 1977      | ф  | День наприкінці жовтня        | Un giorno alla fine di ottobre | Крістіна                 |
| 1977      | ф  | Дружина-коханка               | Mogliamante                    | Клара                    |
| 1980      | ф  | Дім на околиці парку          | La Casa spertuda nel parco     | Ліза                     |
| 1980      | ф  | Попутники                     | La compagna di viaggio         | Дженніфер                |
| 1981—1982 | с  | Новий шлях до Індії           | La nouvelle malle des Indes    | Анджелі                  |
| 1981      | ф  | Антропофагус 2                | Rosso sangue                   | Емілі                    |
| 1982      | ф  | Новий світ                    | Il mondo nuovo                 | повія у зелених панчохах |
| 1982      | ф  | Втеча з проклятого архіпелагу | Fuga dall’arcipelago maledetto | Кіа                      |
| 1982      | с  | Історія кохання та дружби     | Storia d’amore e d’amicizia    | Марлен                   |
| 1982      | ф  | Привіт… Лусія                 | Pronto… Lucia                  | Лусія Каталано           |
| 1982      | ф  | Оманливий Місяць              | Liar's Moon                    | медсестра Ненсі          |
| 1983      | ф  | Шанувальник                   | L'ammiratrice                  | Франческа                |
| 1983      | тф | Невірний крок                 | Il passo falso                 | -                        |
| 1983      | ф  | Спортивний бар                | Al bar dello sport             | Мартіна                  |
| 1983      | ф  | Закоханий солдат              | O' surdato 'nnammurato         | Даніела                  |
| 1983      | ф  | Нана                          | Nana                           | Рене                     |
| 1984      | с  | Ці тридцять шість кроків      | Quei trentasei gradini         | Ерсілія                  |
| 1985      | ф  | Хіть                          | L'alcova                       | Вілма                    |
| 1985      | с  | Камо грядеши                  | Quo Vadis                      | Міріам                   |
| 1986      | ф  | Венеційка                     | La venexiana                   | глядачка                 |
| 1987      | с  | Бажання перемогти             | La voglia di vincere           | Мішель                   |
| 1987      | ф  | Хрест з сімома каменями       | La croce dalle 7 pietre        | Марія                    |
| 1988      | тф | Байдужі                       | Gli indifferenti               | -                        |
| 1989      | ф  | Кривавий місяць               | Luna di sangue                 | Бріжіт Гарре             |